# Frauenchiemsee
Đảo Frauenchiemsee (thường được gọi là Fraueninsel) là đảo lớn thứ hai tại hồ Chiemsee, Đức. Nó thuộc về Chiemsee (xã) huyện Rosenheim, là xã nhỏ nhất ở Bayern. Fraueninsel, rộng 15,5 hécta (38 mẫu Anh), không có xe cộ, có khoảng 300 dân cư tru cứ thường xuyên ở đây, cũng như một tu viện nữ Benediktiner. Cùng với đảo Herreninsel, Frauenchiemsee là một trong những địa điểm được du khách viếng thăm nhiều nhất tại Chiemsee, và cũng nổi tiếng về rượu ngọt Kloster, được sản xuất bởi các sơ. Có một tuyến tàu chạy tới đảo quanh năm, chủ yếu là từ Gstadt và Prien, một phần cũng từ các nơi khác chung quanh hồ, cũng như là từ đảo Herreninsel.

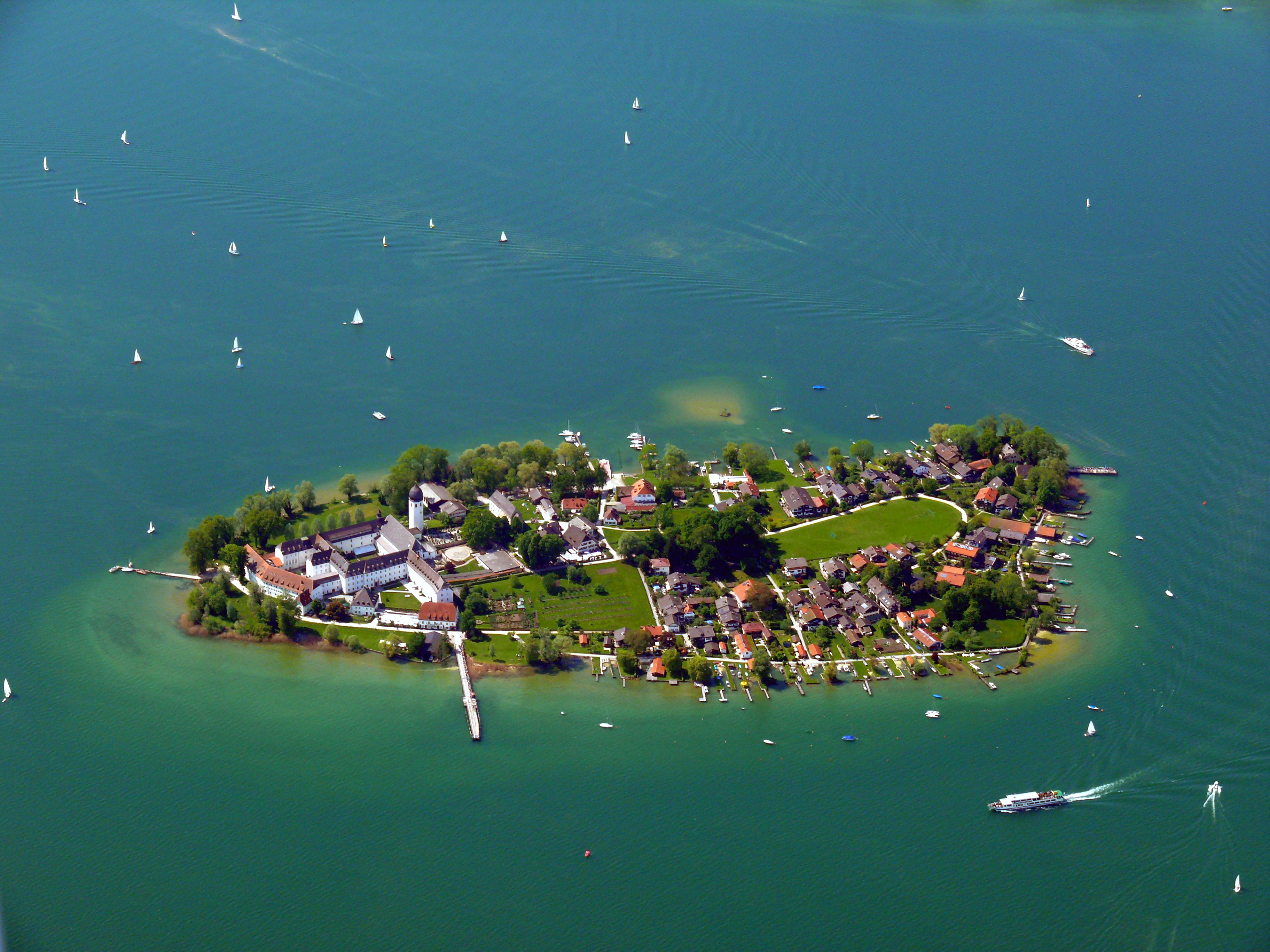
Frauenchiemsee từ trên nhìn xuống, 2009

## Lịch sử
Tu viện được thành lập năm 782 bởi Tassilo III, công tước cuối cùng của gia tộc Agilolfinger. Sau khi bị tàn phá bởi những cuộc xâm lăng của người Hungary, tụ viện trở nên cực thịnh từ thế kỷ 11 cho tới thế kỷ 15. Tòa nhà tụ viện hiện tại được xây lại giữa năm 1728 và 1732. Tu viện bị thế tục hóa khoảng năm 1803 cho tới 1835. Năm 1836 vua Ludwig I của Bayern cho xây lại tu viện Benediktiner với điều kiện là tu viện phải mở trường học để sinh sống. Các sơ Benediktiner dạy các thiếu nữ từ năm 1837 ở đây, trường có tên là Irmengard-Gymnasium với cả chỗ cư trú cho học trò (tới năm 1982) và (từ 1983) đổi sang dạy nghề với tên trường là Irmengard-Berufsfachschule cho tới 1995. Tính đến  năm 2007 tu viện có 30 bà sơ, tu viện trưởng là bà Johanna Mayer.